# Elopsokształtne
Elopsokształtne, tarponokształtne (Elopiformes) – rząd słonowodnych ryb z gromady promieniopłetwych (Actinopterygii). Najstarsze ryby tarponokształtne znane są z pokładów górnej jury.

## Występowanie
Przybrzeżne wody morskie i estuaria. Tarponowate wpływają do rzek.

## Cechy charakterystyczne
Ciało wrzecionowate, spłaszczone bocznie, pokryte łuskami cykloidalnymi, u elopsowatych bardzo drobne, do 100 w linii bocznej, u tarponowatych duże, 40–50 w linii bocznej. Długość ciała do 100 cm. Płetwa ogonowa jest głęboko wcięta, płetwa grzbietowa pojedyncza, położona w połowie długości ciała. Larwa typu leptocephalus. 

### Podział systematyczny
Do rzędu należą następujące występujące współcześnie rodziny:
- Elopidae Valenciennes, 1847 – elopsowate
- Megalopidae Jordan & Gilbert, 1883 – tarponowate

Opisano również rodzinę wymarłą:
- Phyllodontidae Sauvage, 1875